# USA:s geografi
Den här artikeln behandlar USA:s geografi.
USA omfattar (förutom Alaska och ögruppen Hawaii) det nordamerikanska fastlandets hela bredd (mellan 24° 30' och 49° nordlig bredd) samt mellan 66° 57' och 124° 44' västlig längd från Greenwich. Republiken gränsar i norr till Kanada, i öster till Atlanten, i söder till Mexikanska golfen och republiken Mexiko samt i väster till Stilla havet. Arealen av stater och territorier beräknas till 9 331 360 km², varav 144 000 km² upptas av vatten (floder, sjöar och havsvikar). Största utsträckningen från norr till söder är 2 570 km, från öster till väster 4 270 km.

## Kust

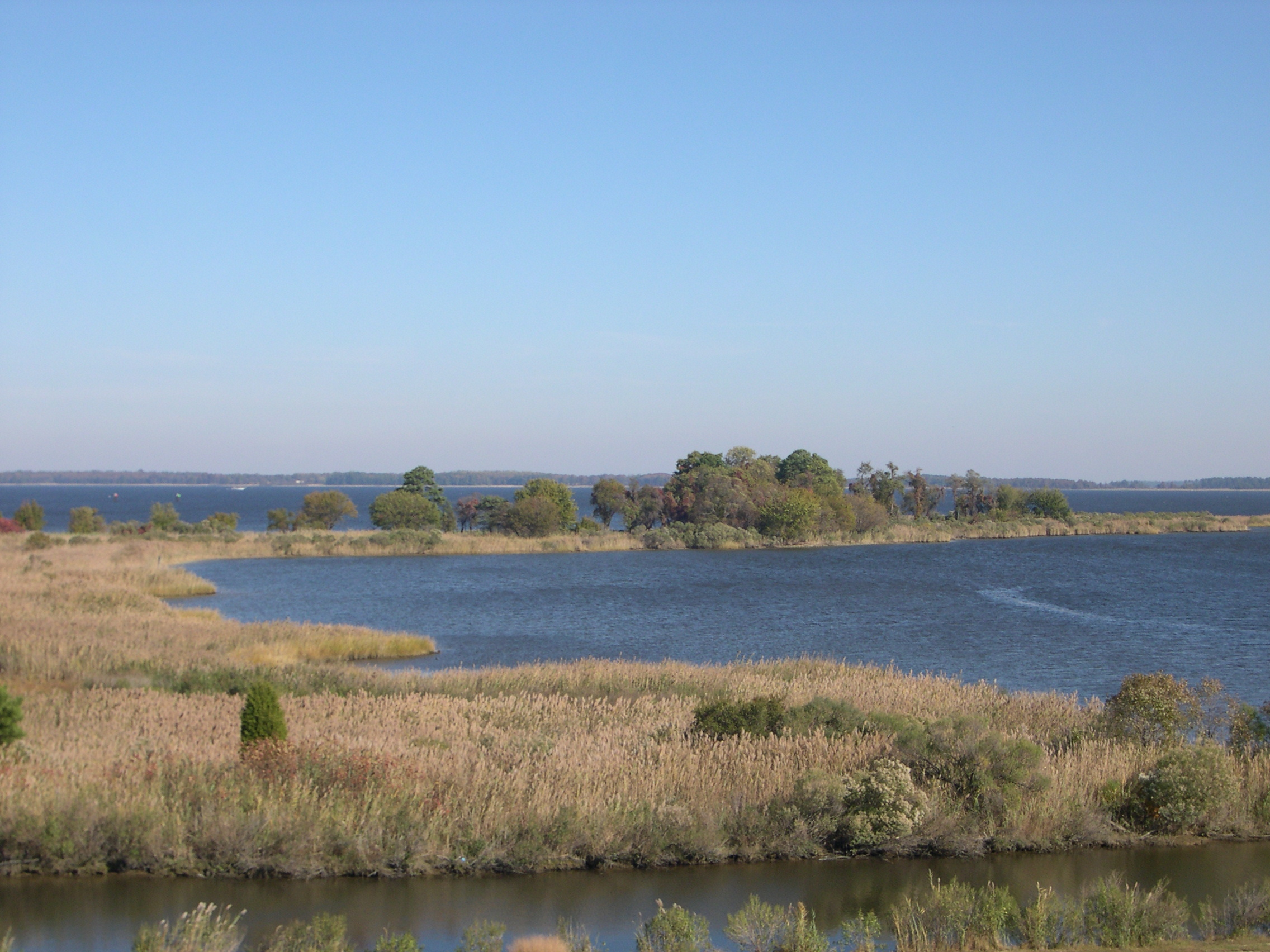
Våtmarker vid Chesapeake Bay

USA har många farbara floder och insjöar. Kusterna har bra lägen och utmärkta naturliga hamnar. Kusten är öppen överallt och saknar större öar. Florida är den enda större halvön. En mindre halvö finns mellan Delawarebukten och Chesapeake Bay. I den nordöstra delen ned till Virginia bildar kusten en mängd mindre vikar och uddar. Längre söderut, i North Carolina och Texas, finns långa öar utanför grunda strandsjöar. Stilla havskusten saknar vikar med undantag av San Franciscobukten och Pugetsundet.

## Atlantkusten

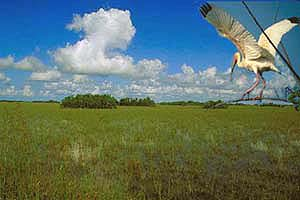
Everglades

Atlantkusten består i nordost, från New Brunswicks gräns till Hudsonfloden, av det Akadiska bergssystemet. Det är en bergsplatå som på flera ställen med ganska betydlig höjd når ut till kusten. Det skapar en brant kust splittrad med små vikar och fjordar, många sjöar och vattendrag. De största bland floderna är St. Croix River, gränsflod mot New Brunswick, Penobscot, Kennebec, Merrimack, Connecticut och Hudson. 
Från New York söderut består atlantkusten av en låg kustslätt, som sakta höjer sig till foten av Alleghenybergen. I sin norra del är den endast 100 km bred, men bredden ökar mot söder. De större floderna bildar fall och forsar vid gränsen mellan Alleghenybergen och slättlandet, men i sina nedre lopp har de obetydligt fall. Utmärkande för atlantkusten är också Pine barrens (furuskogar på sandjord) och träskområden, bland vilka Everglades är det största. De största floderna på denna kust är Delaware, Susquehanna, Potomac, Jamesfloden, Roanoke, Neuse, Savannah och Altamaha.

## Mississippibäckenet

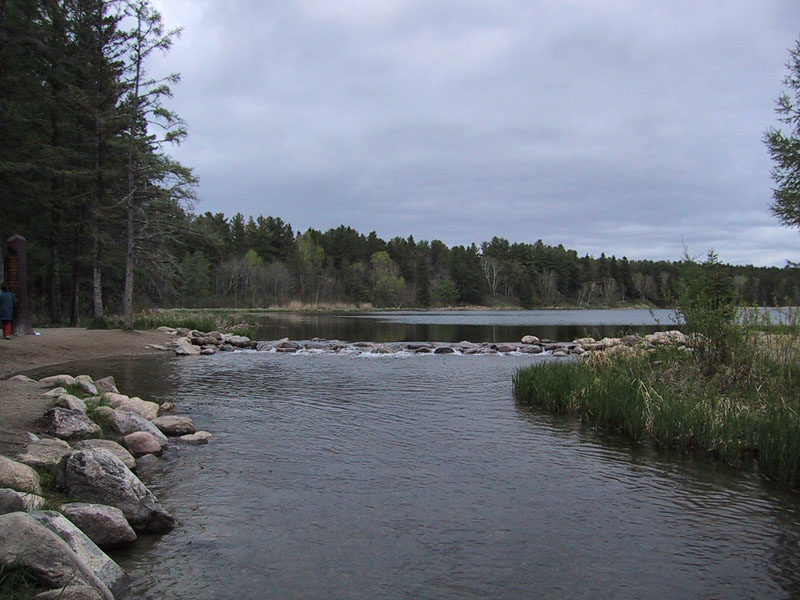
Mississippiflodens källa vid Itascasjön

USA:s centralområde omfattar inte bara Mississippis ofantliga flodområde, utan även de kanadensiska sjöarna. En höjning av havet med 300 meter skulle sätta Mexikanska bukten i förbindelse med Norra Ishavet och dela södra Nordamerika i två olikstora öar. Detta område kan man dela i fyra regioner med avseende på höjden. Den lägsta är den översvämningsdrabbade Mississippidalen. Norrut begränsas detta lågland av kullar. Mellan de nedre utlöparna av Alleghenybergen och de norr om Mississippi belägna Ozarkkullarna sträcker sig en 80 km bred alluvialslätt.

## Inlandet

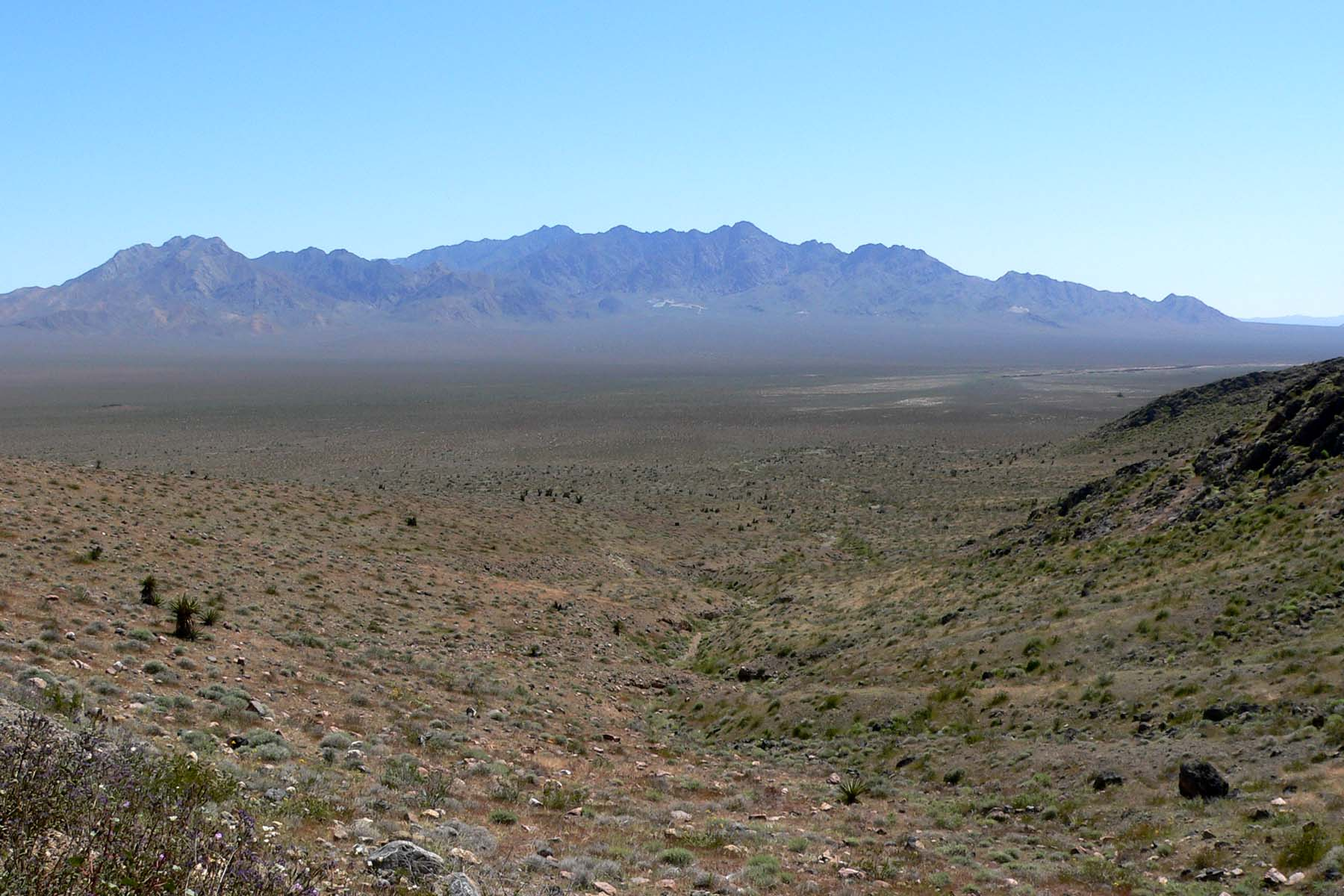
Mojaveöknen

Norr om dessa kullar ligger de vidsträckta prärier, som utbreder sig från de kanadensiska sjöarna västerut till långt på andra sidan Mississippi. Längre bort övergår de i svagt gräsbevuxna stäpper eller ödemarker. Denna region har inga bergskedjor, endast en mängd breda kullar, mellan vilka på stora sträckor en fullkomligt jämn eller svagt vågig slätt utbreder sig. Större skogar förekommer endast öster om den 95:te längdgraden. Stäpperna är helt trädlösa; i sydväst övergår de till llano estacados kala sandstensplatå. Förutom av Mississippi och dess väldiga bifloder avvattnas detta område av Mexikanska golfens tillflöden Mobile, Brazos och Colorado, de kanadensiska sjöarnas många men små tillflöden samt av den till Winnipegsjön flytande Red River. 
Inlandet omges av Klippiga bergen i öster, Sierra Nevada och Kaskadbergen i väster. Den tillhör tre olika bäcken: Snake Rivers i norr, Colorados i söder samt det så kallade Great Basin. Det är ett försvunnet innanhav, vars vattendrag går till sjöar utan avlopp. Stora Saltsjön är den största. I hela detta område är stäppen dominerande, men även vidsträckta öknar finnas. De är delvis täckta av en saltskorpa, såsom i Utah. Den största av dessa öknar är Mojaveöknen väster om nedre Colorado, som upptar en yta av 35 000 km². Märkvärdiga är i södra delen av detta område de horisontala terrasserna och högslätterna, så kallade mesas, genomskurna av upp till 1 000 meter djupa klyftor, canyons, genom vilka vattendragen har grävt sina lopp.

## Stillahavskusten

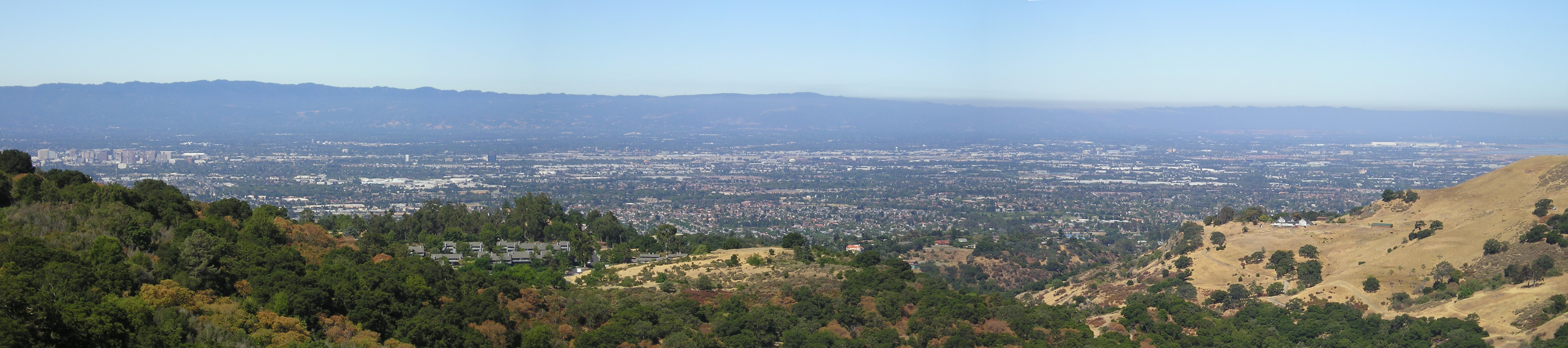
Silicon Valley

över San Jose och en del av Silicon Valley
Stillahavsområdet är skogrikt och bördigt i motsats till det kala inlandet. Det mest karakteristiska draget är Kaliforniens väldiga längddal. Den inneslutes av Sierra Nevada och Coast range. Med San Joaquinfloden och Sacramentofloden mynnar dalen ut i San Franciscobukten.

## Klimat
USA:s klimat varierar från polarklimat i norra Alaska till tropiskt klimat i sydligaste Florida och Hawaiiöarna. Större delen av landet har emellertid ett utpräglat inlandsklimat med stora temperaturskillnader mellan vinter och sommar. 
Utmärkande för klimatet i USA är plötsliga och ofta ytterligt skarpa temperaturombyten, i synnerhet under vintern och vinterkylan kan inom få dagar följas en tropisk hetta och tvärtom. Detta beror på att landet saknar bergskedjor som löper i väst-östlig riktning. Det finns med andra ord ingen barriär som skiljer polarluften i norr från den varma och fuktiga luften över Mexikanska golfen och Karibiska havet. Vintertid kan kall polarluft strömma långt ner över landet, ibland ända ner i Florida och ge frost och snöfall. Till och med i Miami långt ner i södra Florida kan temperaturen tillfälligt närma sig 0-gradersstrecket - en "normal" januaridag i Miami är det 24-25 grader varmt. På prärierna i de norra delarna av Mellanvästern kan polarluften ibland ge temperaturer under minus 50 grader C. Omvänt kan naturligtvis även den varma luften i söder strömma långt norrut även på vintern. Det är inte särskilt ovanligt att en och samma plats en "typisk" januarimånad har temperaturer på ca 30 minusgrader som lägst och högsta notering runt 20 plusgrader eller ännu mer.
I frontzonerna mellan mycket varma och kalla luftmassor bildas mycket kraftiga fronter vilket är förklaringen till att USA drabbas av så mycket oväder. Vintertid bildas utmed fronterna ofta mycket kraftiga snöoväder. Under våren och sommaren bildas istället häftiga åskoväder vilket i sin tur ofta ger upphov till tromber (tornados), det mest intensiva atmosfäriska fenomen som existerar. De våldsammaste tromberna bildas i regel under våren och försommaren medan temperaturkontrasten fortfarande är stor mellan landets sydligaste och norra delar. Tornados kan emellertid bildas nästan när som helst under året, bara de rätta förutsättningarna finns. Under sommaren och hösten drabbas ofta de södra och sydöstra kustområdena utmed Mexikanska golfen och Atlanten av "hurricanes", det vill säga kraftiga tropiska cykloner som också kan orsaka enorma skador.
Några uppgifter över temperaturen på orter under samma breddgrader i Europa och Förenta staterna har sitt intresse. I Augusta, Maine är årstemperaturen 7,5°C lägre än i det ungefär på samma breddgrad liggande Bordeaux, i New York 5° lägre än i Neapel, i Richmond, Virginia 5,7° lägre än i Catania, i Saint Augustine, Florida 2,5° lägre än i Kairo. I Augusta utgör skillnaden mellan sommar- och vintertemperaturen 22,8°, i Bordeaux däremot blott 15; i Richmond och Catania ställer sig denna skillnad till 21,2° och 14,4°, i Charleston, South Carolina och Funchal (Madeira) till 13° och 4,7°. I de västra staterna, d. v. s. i Mississippis flodområde, är ytterligheterna mindre än i de nordöstra; västra kusten har mycket mildare och jämnare klimat än den östra. Vid Mexikanska viken har tidigare gula febern uppträtt, och även visat sig så långt norrut som i New York.
Stora delar av Kalifornien har Medelhavsklimat med varma, torra somrar och milda regniga vintrar. De inre delarna av södra Kalifornien, samt södra Nevada och Arizona har ett rent ökenklimat med ytterst lite nederbörd och mycket heta somrar. Delar av Kalifornien tillhör sommartid jordens allra varmaste platser med maximala temperaturer över 50 grader i skuggan. I Death Valley mätte man 1913 upp en temperatur på 56,7 grader, endast en grad under det officiella världsrekordet på 57,8 grader i El Azizia i Libyen. Ibland kan den extremt varma luften i ökenområdena breda ut sig över stora delar av Kalifornien och ge mycket intensiva värmeböljor med temperaturer över 45 grader. De norra kustregionerna utmed Stillahavskusten har slutligen ett milt kustklimat med hög nederbörd, milda vintrar och relativt svala somrar.